# トランスフォーマー レジェンズ
トランスフォーマー レジェンズとは、タカラトミーが2014年10月に発売を開始した、トランスフォーマーの玩具シリーズである。

## 概要
トランスフォーマーシリーズ30周年を記念し、歴代キャラクターをラインナップしたシリーズ。かつて展開された『変形!ヘンケイ!トランスフォーマー』『トランスフォーマー ユナイテッド』『トランスフォーマー ジェネレーションズ』と同様に、海外展開における現行シリーズの日本導入をメインとしているが、過去製品の復刻、日本独自のリデコレーション品なども含めた総合的なラインナップが行われている。過去の日本展開シリーズと同じく、アニメ版に準拠したカラーリングがなされている。また、2016年度海外展開シリーズ『タイタンズリターン』の日本導入版では、一部商品でアニメ版に合わせた造形変更が加えられている。
海外展開における過去キャラクターのリメイク商品のうち、2015年以降並行して展開されている『トランスフォーマー アドベンチャー』に編入されている物もある他、同年度海外展開シリーズ『コンバイナーウォーズ』の日本導入については『トランスフォーマー ユナイトウォリアーズ』という別枠が設けられている。
一般販売分は2017年度で終了し、2018年5月からは海外展開と同名の『パワーオブザプライム』へと引き継いだ。

## 商品ラインナップ
ビークル・ビーストモードが複数ある場合は「・」、セット商品のそれぞれの形態は「/」で分ける。

### 一般販売
| 発売日         | 商品名 英名                                                               | 役職                   | オルトモード                                  | 登場作品                                                                                    | 備考 |
| -------------- | ------------------------------------------------------------------------- | ---------------------- | --------------------------------------------- | ------------------------------------------------------------------------------------------- | --- |
| 2014年10月25日 | LG01 ラットル Rattrap                                                     | 諜報員                 | ネズミ                                        | ビーストウォーズ 超生命体トランスフォーマー                                                 | |
| 2014年10月25日 | LG02 コンボイ Optimus Primal                                              | サイバトロン総司令官   | ゴリラ                                        | ビーストウォーズ 超生命体トランスフォーマー                                                 | |
| 2014年11月29日 | LG03 タンカー Tankor                                                      | ビーコンジェネラル     | 戦車                                          | 超生命体トランスフォーマー ビーストウォーズリターンズ                                       | |
| 2014年11月29日 | LG04 ロードバスター Roadbuster                                            | レッカーズ重装兵       | 装甲車                                        |                                                                                             | |
| 2014年11月29日 | LG05 ホワール Whirl                                                       | レッカーズ空中強襲兵   | ヘリコプター                                  |                                                                                             | |
| 2014年12月27日 | LG06 ゲルシャーク Sky-Bite                                                | 牙提督                 | メカホホジロザメ                              | トランスフォーマー カーロボット                                                             | |
| 2014年12月27日 | LG07 ジェットファイアー Jetfire                                           | 航空防衛戦士           | SFジェット機                                  | 戦え!超ロボット生命体トランスフォーマー                                                     | |
| 2015年1月24日  | LG08 スワーブ & テイルゲイト Swerve & Tailgate                            | 鉱石技師 & 偵察員      | 4WD / スポーツカー                            | 戦え!超ロボット生命体トランスフォーマー2010                                                 | |
| 2015年1月24日  | LG09 ブレインストーム Brainstorm                                          | 光子破壊員             | ジェット機                                    | トランスフォーマー ザ☆ヘッドマスターズ                                                      | 後に発売されるヘッドマスターギミック搭載商品との互換性は無し。                                                                                    |
| 2015年2月14日  | LG10 アーシー Arcee                                                       | 戦士                   | スーパーカー                                  | 戦え!超ロボット生命体トランスフォーマー2010                                                 | |
| 2015年2月14日  | LG11 クロミア Chromia                                                     | 機動追撃員             | バイク                                        | 戦え!超ロボット生命体トランスフォーマー                                                     | |
| 2015年2月14日  | LG12 ウインドブレード Windblade                                           | 航空剣士               | ジェット機                                    | なし                                                                                        | ファン投票によるオリジナルキャラクター。 |
| 2015年5月13日  | LG13 メガトロン Megatron                                                  | 破壊大帝               | 戦車                                          | 戦え!超ロボット生命体トランスフォーマー                                                     | |
| 2015年9月19日  | LG14 ウルトラマグナス Ultra Magnus                                        | シティーコマンダー     | キャリアカー                                  | 戦え!超ロボット生命体トランスフォーマー2010                                                 | 小型ビークルに変形するアルファートリン付属。 |
| 2015年10月24日 | LG15 ナイトバードシャドウ Nightbird Shadow                                | 忍者                   | スーパーカー                                  | 戦え!超ロボット生命体トランスフォーマー                                                     | |
| 2015年10月24日 | LG16 スリップストリーム Slipstream                                        | 航空兵                 | ジェット機                                    | トランスフォーマー アニメイテッド                                                           | |
| 2015年10月24日 | LG17 ブラックウィドー Blackarachnia                                       | 諜報工作員             | ジョロウグモ                                  | ビーストウォーズ 超生命体トランスフォーマー                                                 | |
| 2016年1月30日  | LG18 アルマダスタースクリーム スーパーモード Armada Starscream Super Mode | 航空参謀               | ジェット機                                    | トランスフォーマー マイクロン伝説                                                           | |
| 2016年2月29日  | LG19 スプラング Springer                                                  | 空中防衛戦士           | ヘリコプター・装甲車                          | 戦え!超ロボット生命体トランスフォーマー2010                                                 | |
| 2016年5月28日  | LG20 スキッズ Skids                                                       | 戦士                   | 車                                            | 戦え!超ロボット生命体トランスフォーマー                                                     | |
| 2016年7月23日  | LG21 ハードヘッド Hardhead                                                | 地上攻略員             | 高速戦車                                      | トランスフォーマー ザ☆ヘッドマスターズ                                                      | ヘッドマスターはアニメ版を再現した一部新規造形。 パートナードローン（タンケッテ）付属。                                                           |
| 2016年7月23日  | LG22 スカル Skullcruncher                                                 | 湿原兵                 | ワニ                                          | トランスフォーマー ザ☆ヘッドマスターズ                                                      | ヘッドマスターはアニメ版を再現した一部新規造形。 パートナードローン（バトラ）付属。                                                               |
| 2016年7月23日  | LG23 ガルバトロン Galvatron                                               | 新破壊大帝             | 移動砲台・SF戦闘機                            | 戦え!超ロボット生命体トランスフォーマー2010                                                 | ヘッドマスターギミック搭載。 |
| 2016年8月27日  | LG24 ショックウェーブ & キャンサー Shockwave & Cancer                     | 防衛参謀 / ?           | SF銃 / ヘッドマスター                         | 戦え!超ロボット生命体トランスフォーマー / トランスフォーマー 超神マスターフォース           | |
| 2016年8月27日  | LG25 ブラー Blurr                                                         | 情報員                 | スーパーカー                                  | 戦え!超ロボット生命体トランスフォーマー2010                                                 | ヘッドマスターギミック搭載。 |
| 2016年8月27日  | LG26 スカージ Scourge                                                     | スウィープス参謀       | ホバークラフト型宇宙船                        | 戦え!超ロボット生命体トランスフォーマー2010                                                 | ヘッドマスターギミック搭載。 |
| 2016年9月24日  | LG27 ブロードキャスト Blaster                                             | 通信員                 | モバイルプレイヤー・基地                      | 戦え!超ロボット生命体トランスフォーマー                                                     | ヘッドマスターギミック搭載。 |
| 2016年9月24日  | LG28 リワインド & ナイトビート Rewind & Nightbeat                         | 情報員 / ?             | メモリーデバイス・戦車 / ヘッドマスター       | 戦え!超ロボット生命体トランスフォーマー2010 / トランスフォーマー 超神マスターフォース       | リワインドは同シリーズのブロードキャスト、サウンドウェーブに格納可能。                                                                            |
| 2016年9月24日  | LG29 ウィーリー & ゴーシューター Wheelie & Goshooter                      | サバイバリスト / ?     | スーパーカー / ヘッドマスター                 | 戦え!超ロボット生命体トランスフォーマー2010 / トランスフォーマー 超神マスターフォース       | |
| 2016年9月24日  | LG30 ウィアードウルフ Weirdwolf                                           | 戦闘指揮官             | オオカミ                                      | トランスフォーマー ザ☆ヘッドマスターズ                                                      | ヘッドマスターはアニメ版を再現した一部新規造形。 パートナードローン（ラリゴ）付属。                                                               |
| 2016年9月24日  | LG31 フォートレスマキシマス Fortress Maximus                              | 総司令官               | 要塞・都市                                    | トランスフォーマー ザ☆ヘッドマスターズ                                                      | ヘッドマスターはアニメ版を再現した一部新規造形。 音声ギミックはアニメでフォートレスを演じた沢木郁也による新録。                                   |
| 2016年11月26日 | LG32 クロームドーム Chromedome                                            | 攻撃指揮官             | スポーツカー                                  | トランスフォーマー ザ☆ヘッドマスターズ                                                      | ヘッドマスターはアニメ版を再現した一部新規造形。 パートナードローン（モグル）付属。                                                               |
| 2016年11月26日 | LG33 ハイブロウ Highbrow                                                  | 電子戦闘員             | ヘリコプター                                  | トランスフォーマー ザ☆ヘッドマスターズ                                                      | ヘッドマスターはアニメ版を再現した一部新規造形。 パートナードローン（カルゴ）付属。                                                               |
| 2016年11月26日 | LG34 ワイプ Mindwipe                                                      | 催眠術兵               | コウモリ                                      | トランスフォーマー ザ☆ヘッドマスターズ                                                      | ヘッドマスターはアニメ版を再現した一部新規造形。 パートナードローン（サーバント）付属。                                                           |
| 2016年12月28日 | LG35 スーパージンライ Super Ginrai                                        | 総司令官               | コンテナトレーラー・指令基地                  | トランスフォーマー 超神マスターフォース                                                     | ヘッドマスターおよびトランステクターはアニメ版を再現した一部新規造形。                                                                            |
| 2016年12月28日 | LG36 サウンドウェーブ Soundwave                                           | 情報参謀               | デバイスデッキ・基地                          | 戦え!超ロボット生命体トランスフォーマー                                                     | ヘッドマスターギミック搭載。 |
| 2016年12月28日 | LG37 ジャガー & ブルホーン Ravage & Bullhorn                              | 諜報破壊兵 / ?         | メモリーデバイス・ジェット機 / ヘッドマスター | 戦え!超ロボット生命体トランスフォーマー / トランスフォーマー 超神マスターフォース           | ジャガーは同シリーズのサウンドウェーブ、ブロードキャストに格納可能。                                                                              |
| 2016年12月28日 | LG38 コンドル & エイプフェイス Laserbeak & Apeface                        | 空中攻撃兵 / ?         | メモリーデバイス・車 / ヘッドマスター         | 戦え!超ロボット生命体トランスフォーマー / トランスフォーマー ザ☆ヘッドマスターズ            | コンドルは同シリーズのサウンドウェーブ、ブロードキャストに格納可能。                                                                              |
| 2016年12月28日 | LG39 ブレインストーム Brainstorm                                          | 光子破壊員             | 光速ジェット機                                | トランスフォーマー ザ☆ヘッドマスターズ                                                      | ヘッドマスターはアニメ版を再現した一部新規造形。 パートナードローン（シナプス）付属。                                                             |
| 2017年1月28日  | LG40 アストロトレイン Astrotrain                                          | 輸送参謀               | シャトル・列車                                | 戦え!超ロボット生命体トランスフォーマー                                                     | ヘッドマスターギミック搭載。 |
| 2017年2月25日  | LG41 レオプライム Leo Prime                                               | マキシマル上級司令官   | 宇宙空母・ライオン                            | ビーストウォーズII 超生命体トランスフォーマー・超ロボット生命体 トランスフォーマー プライム | ヘッドマスターギミック搭載。 |
| 2017年5月27日  | LG42 ゴッドボンバー Godbomber                                             | 武装戦士               | 装甲車・基地                                  | トランスフォーマー 超神マスターフォース                                                     | シリーズ初の完全新規設計商品。 同シリーズのスーパージンライと合体することでゴッドジンライとなる。                                                 |
| 2017年8月26日  | LG43 ダイナザウラー Trypticon                                             | ダイノベース           | 基地・移動基地                                | 戦え!超ロボット生命体トランスフォーマー2010                                                 | フルチルトにヘッドマスターギミック搭載。 |
| 2017年9月30日  | LG44 シャークトロン & スウィープス Sharkticon & Sweeps                    | 死刑執行人 / ?         | 鮫型モンスター / ヘッドマスター               | トランスフォーマー ザ・ムービー / 戦え!超ロボット生命体トランスフォーマー2010               | スウィープスは髭の形状がスカージと異なる。 |
| 2017年9月30日  | LG45 ターゲットマスターホットロディマス Targetmaster Hot Rod              | ターゲットマスター戦士 | スーパーカー                                  | 戦え!超ロボット生命体トランスフォーマー2010                                                 | ヘッドマスターギミック搭載。 胸部パーツが新造されている他、新規造形のターゲットマスター（ファイヤーボルト）が付属。                               |
| 2017年9月30日  | LG46 ターゲットマスターチャー Targetmaster Kup                            | ターゲットマスター戦士 | ピックアップトラック型スーパーカー            | 戦え!超ロボット生命体トランスフォーマー2010                                                 | ヘッドマスターギミック搭載。頭部・腕部パーツが新造されている。 新規造形のターゲットマスター（リコイル）が付属。                                   |
| 2017年10月28日 | LG47 キックバック & クラウダー Kickback & Doubledealer                    | 諜報工作員 / ?         | バッタ / ヘッドマスター                       | 戦え!超ロボット生命体トランスフォーマー / トランスフォーマー 超神マスターフォース           | |
| 2017年10月28日 | LG48 ゴング & リパッグ Brawn & Repugnus                                   | 攻撃員 / ?             | 4WDカー / ヘッドマスター                      | 戦え!超ロボット生命体トランスフォーマー / トランスフォーマー ザ☆ヘッドマスターズ            | |
| 2017年10月28日 | LG49 ターゲットマスタートリガーハーピー Targetmaster Triggerhappy         | ガンマン               | スーパージェット                              | トランスフォーマー ザ☆ヘッドマスターズ                                                      | 新規造形のターゲットマスター（ブロウパイプ）が付属。                                                                                              |
| 2017年11月25日 | LG50 シックスショット Sixshot                                             | 忍者参謀               | 狼・ジェット機・潜水艦・バトルカー・戦車      | トランスフォーマー ザ☆ヘッドマスターズ                                                      | 頭部およびヘッドマスターは新規造形。 |
| 2017年11月25日 | LG51 ターゲットマスターダブルクロス Targetmaster Doublecross              | 火炎攻撃員             | 双頭竜                                        | トランスフォーマー ザ☆ヘッドマスターズ                                                      | ヘッドマスターギミック搭載。 新規造形のターゲットマスター（ヘイワイアー）が付属。                                                                 |
| 2017年11月25日 | LG52 ターゲットマスターミスファイアー Targetmaster Misfire                | 迎撃員                 | エアージェット                                | トランスフォーマー ザ☆ヘッドマスターズ                                                      | 新規造形のターゲットマスター（エイムレス）が付属。                                                                                                |
| 2017年11月25日 | LG53 ブロードサイド Broadside                                             | 空海防衛戦士           | ジェット機・空母                              | 戦え!超ロボット生命体トランスフォーマー2010                                                 | ヘッドマスターギミック搭載。パートナードローン（リパッグ）付属。                                                                                  |
| 2017年12月30日 | LG54 バンブル & エクセルスーツスパイク Bumblebee & Exo-suit Spike         | 情報員 / ?             | 軽自動車 / ヘッドマスター                     | 戦え!超ロボット生命体トランスフォーマー / 戦え!超ロボット生命体トランスフォーマー2010       | エクセルスーツスパイクのヘッドモードは海外版フォートレスマキシマスのもの。                                                                        |
| 2017年12月30日 | LG55 ターゲットマスタースラッグスリンガー Targetmaster Slugslinger        | 速射兵                 | ダブルジェット                                | トランスフォーマー ザ☆ヘッドマスターズ                                                      | 新規造形のターゲットマスター(キャリバースト)付属。                                                                                                |
| 2017年12月30日 | LG56 パーセプター Perceptor                                               | 科学者                 | 顕微鏡                                        | 戦え!超ロボット生命体トランスフォーマー                                                     | ヘッドマスターギミック搭載。 パートナードローン（アムホーン）付属。                                                                               |
| 2017年12月30日 | LG57 オクトーン Broadside                                                 | 補給兵                 | タンクローリー・ジェット機                    | 戦え!超ロボット生命体トランスフォーマー2010                                                 | ヘッドマスターギミック搭載。 ボーナスパーツとしてヘッドマスター（ゴーストスタースクリーム）付属。                                                 |
| 2018年1月27日  | LG58 クローンボットセット Autobot Clones                                  | 地上戦士 / 空中戦士    | スペースカー / スペースジェット               | トランスフォーマー ザ☆ヘッドマスターズ                                                      | ファーストレーンとクラウドレーカーの2体セット。                                                                                                   |
| 2018年1月27日  | LG59 ブリッツウイング Blitzwing                                           | 空輸参謀               | 戦車・戦闘機                                  | 戦え!超ロボット生命体トランスフォーマー2010                                                 | ヘッドマスターギミック搭載。 パートナードローン（ビッグファイト）付属。                                                                           |
| 2018年1月27日  | LG60 オーバーロード Overlord                                              | 破壊大使               | 戦車 / ジェット機                             | トランスフォーマー 超神マスターフォース                                                     | ヘッドマスター（メガ、ギガ）、胸部はアニメを再現した新規造形。 ヘッドマスターを付け替えることでオーバーロードメガとオーバーロードギガに変化する。 |
| 2018年2月24日  | LG61 クローントロンセット Decepticon Clones                               | 空中兵士 / 地上兵士    | 鷹 / ジャガー                                 | トランスフォーマー ザ☆ヘッドマスターズ                                                      | ウイングスパンとパウンスの2体セット。 |
| 2018年2月24日  | LG62 ターゲットマスターウインドブレード Targetmaster Windblade            | 航空剣士               | ジェット機                                    |                                                                                             | ヘッドマスターギミック搭載。 新規造形のターゲットマスター（ポインテック）、LG12と同形状の刀と鞘が付属。                                           |
| 2018年2月24日  | LG63 G2メガトロン G2 Megatron                                             | 破壊大帝               | 戦車・戦闘機                                  | トランスフォーマー G-2                                                                      | ヘッドマスターギミック搭載。 パートナードローン（ノーブル）、当時品をオマージュしたユーザーシール付属。                                           |
| 2018年3月24日  | LG64 シースプレー & リオーネ Seaspray & Lione                             | 海上防衛員 / ?         | ホバークラフト / ヘッドマスター               | 戦え!超ロボット生命体トランスフォーマー / トランスフォーマー ザ☆ヘッドマスターズ            | |
| 2018年3月24日  | LG65 ターゲットマスターツインツイスト Targetmaster Twintwist              | 破壊員                 | ドリル戦車                                    |                                                                                             | ヘッドマスターギミック搭載。 ターゲットマスター（スポイル）付属。                                                                                 |
| 2018年3月24日  | LG66 ターゲットマスタートップスピン Targetmaster Topspin                  | 水陸攻撃員             | SFジェット機                                  |                                                                                             | ヘッドマスターギミック搭載。 ターゲットマスター（ピースマン）付属。                                                                               |

### 限定販売
ナンバリングは全て「LG-EX」。
| 商品名 英名                              | 役職               | オルトモード                                               | 登場作品                                                                         | 備考 |
| ---------------------------------------- | ------------------ | ---------------------------------------------------------- | -------------------------------------------------------------------------------- | --- |
| ブラックコンボイ Black Convoy            | 暗黒司令官         | トラック                                                   | トランスフォーマー カーロボット                                                  | 東京おもちゃショー2015開催記念商品。 |
| アルマダメガトロン Armada Megatron       | 破壊大帝           | 戦車                                                       | トランスフォーマー マイクロン伝説                                                | 東京おもちゃショー2015開催記念商品。 |
| デッドロック Deadlock                    | 猟兵               | スポーツカー                                               | トランスフォーマー クラウド                                                      | e-HOBBY SHOP限定販売。 若林まことによる描き下ろしコミック付属。 |
| ラットル Rattrap                         | 諜報員             | ネズミ                                                     | ビーストウォーズ 超生命体トランスフォーマー                                      | トランスフォーマーFES2016限定販売。 |
| ライノックス Rhinox                      | 陸上防衛戦士       | サイ                                                       | ビーストウォーズ 超生命体トランスフォーマー                                      | トランスフォーマーFES2016限定販売。 |
| ワスピーター Waspinator                  | 空中攻撃兵         | ハチ                                                       | ビーストウォーズ 超生命体トランスフォーマー                                      | トランスフォーマーFES2016限定販売。 |
| コンボバット Convobat                    | アマゾン戦士       | コウモリ                                                   | ビーストウォーズ 超生命体トランスフォーマー                                      | e-HOBBY SHOP限定販売。 パートナードローン（エイプＸアームズ）、ヘッドマスター（メガリゲーター）、佐々木心による描き下ろしコミック付属。                                                     |
| マグナコンボイ Magna Convoy              | 銃士               | トレーラー                                                 | トランスフォーマー レジェンズ                                                    | e-HOBBY SHOP限定販売。 佐々木心による描き下ろしコミック付属。 |
| ヘッドマスターセット Head-Master Set     | ―                  | ヘッドマスター                                             | トランスフォーマー ザ☆ヘッドマスターズ / 戦え!超ロボット生命体トランスフォーマー | ワンダーフェスティバル2017Winter限定販売。国内導入済み商品の海外版（クロームドーム・ハードヘッド・ブレインストーム）と、国内未発売商品（ゴング・グリムロック・フライホイール）の6体セット。 |
| ブラックコンボイ Black Convoy            | 暗黒司令官         | タンクローリー・ジェット機                                 | トランスフォーマー カーロボット                                                  | 東京おもちゃショー2017開催記念商品。 ヘッドマスターギミック搭載。 |
| ゴッドジンライ God Ginrai                | 最高総司令官       | コンテナトレーラー・指令基地 / 装甲車・基地                | トランスフォーマー 超神マスターフォース                                          | タカラトミーモール限定発売。LG35とLG42のセット商品。 一部パーツがクリアパーツ・メッキパーツに変更され、新規造形のヘッドマスター2体（キャブ・ミネルバ）が付属。                              |
| メトロフレックス Metroprex               | スクランブルシティ | 戦闘都市・基地                                             | トランスフォーマー2010                                                           | タカラトミーモール限定販売。 本体は2013年に発売された「TG-23 メトロプレックス」と同一仕様で、パッケージおよび説明書が本シリーズ準拠の物に差し替えられている。                               |
| グランドマキシマス Grand Maximus         | 太陽系司令官       | 宇宙戦艦・要塞基地                                         | トランスフォーマー 超神マスターフォース                                          | タカラトミーモール限定販売。 音声ギミックはアニメでグランドを演じた沢木郁也による新録。 |
| グレートショット Greatshot               | 隠密戦士           | 怪獣・ジェット機・潜水艦・バトルカー・戦車                 | トランスフォーマーV                                                              | タカラトミーモール限定発売。 |
| リパッグ & グロテス Repugnus & Grotusque | 潜伏員/火炎戦略員  | 昆虫怪獣 / サーベルタイガー                                | トランスフォーマー ザ☆ヘッドマスターズ                                           | タカラトミーモール限定発売。 |
| ブルービッグコンボイ Blue Bigconvoy      | 司令官             | マンモス                                                   | トランスフォーマー レジェンズ                                                    | タカラトミーモール限定発売。 |
| ビッグパワード Bigpowered                | 超銀河戦闘母艦     | シャトル・バトルタンク・基地 / ジェット・基地 / 戦車・基地 | トランスフォーマーZ                                                              | タカラトミーモール限定販売。 ダイアトラス、ソニックボンバー、ロードファイヤーの３体セット。                                                                                                 |

## WEB・説明書掲載版コミック
公式サイトで配信されているものと商品の説明書に掲載されている「出張版」がある。また、『トランスフォーマージェネレーション2018』にも「特別編」が掲載されている。漫画は坂本勇人。レジェンズ世界を中心にマルチバースで繋がった様々な世界のトランスフォーマーたちを交えながらコミカルに描かれる。
同作者かつ同時期に展開していた『ユナイトウォリアーズ』のコミックとはストーリー・設定が連動しており、『ユナイトウォリアーズ』終了後には、同作に登場していたキャラクターの一部がレジェンズ世界にやってきている。

### 登場人物

#### アクサロン商事
ラットル
ビーストウォーズのおもちゃが大好きな、アクサロン商事の新入社員。コミック全編で登場頻度が特に多く、実質的に主人公の役割を担っている。
出張版第1話ではトランスフォーマー病で玩具と同じネズミ型トランスフォーマーに、タンカーの騒動直前ではリターンズ版の姿になっていた。また、80年代ビームを受けた際には、メタルス版の姿になっていた。
コンボイ
アクサロン商事社長。息子の名はマイナー。
出張版第2話ではトランスフォーマー病で玩具と同じゴリラ型トランスフォーマー、タンカーの騒動直前ではリターンズ版のぺらぺらな姿になっていた。
ライノックス
アクサロン商事の課長。80年代のG1派。他の社員より遅れてトランスフォーマー病にかかり、タンカーを名乗って80年代化ビームを撃てるようになる。後にジェットファイアーによって元の姿に戻る。
タイガトロン
アクサロン商事社員。美少女フィギュアが好き。記憶を無くしたウインドブレードが彼の家に居候している。オクトーンとは趣味が似ていることもあり友人同士。
チータス
アクサロン商事社員。得意は宴会芸。タンカーの騒動直前の朝、突如リターンズ版の姿になっていた。
ダイノボット
アクサロン商事のラットルの教育係を任された恐竜。困るとなんでも食べる癖があり、ラットルの玩具もいくつか餌食になった。
シルバーボルト
アクサロン商事のバイトで羽の生えた犬。トランスフォーマーは実写映画版でハマる。トランスフォーマー病にかかった際には、ジェットストームになった。
エアラザー
アクサロン商事のOL。男の娘。
ナイトスクリーム
アクサロン商事のOL。男の娘。
こばんざ　めたろう
アクサロン商事の新入社員。好きなトランスフォーマーは『マイクロン伝説』。デプスチャージの息子。
デプスチャージ
アクサロン商事の会長。めたろうの父親。

#### テラクラッ社
ビーストメガトロン
テラクラッ社の社長。アクサロン社をライバル視している。とある事件で無理やりヘッドマスターにさせられた。
ワスピーター
テラクラッ社の新入社員。トランスフォーマーのことには詳しく、『ザ・リバース』やデルタマグナスなどのマイナーな作品や用語の解説を担う。しかしそれ以外は全く知らないうえ興味もない。トランスフォーマー病にかかった際にはスラストになった。
ブラックウィドー
ビーストメガトロン常連の店のホステスで、昼間はテラクラッ社のOLを兼業。トランスフォーマーのファンでG1メガトロンの入社に興奮していた。TF病にかかって玩具同様の姿に変わった。
タランス
テラクラッ社の技術部長。デストロンヘッドマスターと手を組み、会社と世界を掌握しようとする。
スコルポス

インフェルノ

クイックストライク
テラクラッ社の入社面接に来た人物。その後、就職している。
ノーブル
とある事件でビーストメガトロンから動物の因子を分離させられ誕生した。

#### その他の市民
アーシー
ラットル宅で家事をこなす通称「アーシーおばさん」。トランスフォーマー病にかかってリアルタイプになり、現在もそのまま。
バンブ先生
ラットルたちが変身するのをトランスフォーマー病と診断する。
店長
中古おもちゃ屋「TOYだらけ」の店長。
アイちゃん
あーきはーばらー署に勤める婦警。タンカーにスカート捲りされたり、ゴールデンタイムでお色気を見せる。タンカーの80年代化ビームを浴びてビキニアーマー姿に変わる。アーシー同様外見が戻っていない。
マッハアラート
あーきはーばらー署に勤める警官。
スタースクリーム（ビーストウォーズII）
妹カフェ（に見せかけた弟カフェ）の経営者で、原作と同じくBBを連れている。ウインドブレード、アルマダスタースクリーム、キャブ、グリムロックが働いている。
ナイトビート
ミネルバに瓜二つの探偵。
元ネタはG1期に海外で発売されたミネルバの仕様変更品。
ライオとうちゃん

ライオジュニア

ビッグ先生
トランスフォーマーマニアの教師。授業中や職員会議でもトランスフォーマーの話を持ち出して周りを困らせる。

#### サイバトロン
コンボイ（G1）

ジェットファイアー
ソリタリュウム鉱石を研究していたサイバトロンの科学者。ゲルシャーク同様にレジェンズの世界に飛ばされるが、ソリタリュウム鉱石でゲートを開きロードバスターとホワールを連れG1世界に帰還する。
以前の名前はスカイファイアーだったが、地球の戦闘機をスキャンした際にジェットファイアーに生まれ変わった。
アールブレイド
ジェットファイアーの助手。
スワーブ
アニメでは目立たなく、『2010』ではウェーブという名前だった。玩具付属コミック版ではテイルゲイトと共に、ラットルの夢の中という設定で登場。
フェイサー
スワーブのパートナーマイクロン。射撃が下手なスワーブのため初心者用銃のマイファーストブラスターに変形する。
テイルゲイト
爆発物処理も行うサイバトロン偵察員。
グランドシェイカー
テイルゲイトのパートナーマイクロン。スキッドローダーに変形。
クロミア
アルファートリンに呼び出されたウーマンサイバトロン。
メトロフレックス

ウルトラマグナス

アルファートリン

ブラー
ブラックホール現象で体を失ってヘッドマスターになっていた。ガルバトロンの暴走を止めた後、ブラー宅急便を開業。
ブロードキャスト / ツインキャスト

リワインド
カセットボットの一員。量産型マスターブレスの謎を解明するため、それを大勢の市民に与え合体データを集めようとした。
ウィーリー

ゴング

グリムロック

ゴッドボンバー

ホットロディマス / ロディマスコンボイ
シャオに連れられG1世界からやってきたトランスフォーマー。ネオあーきはーばらー署にて警官の職に就いた。
エアーボット部隊

チャー

ブロードサイド

バンブル / ゴールドバグ

パーセプター

アムホーン
カセットボットの一員。パーセプターに修理されてからカセットではなく、戦車と武器に変形するようになる。
クローンボット

シースプレー

スターセイバー / ビクトリーセイバー

#### レッカーズ
スプラング
G1世界、G2時代の「レッカーズ」のリーダー。ヘリコプターと装甲車に変形するトリプルチェンジャー。
ロードバスター
タンカーが80年代っぽく作った昔風ロボット。語尾は「バックー」。イギリス版レッカーズのメンバーの設定にされた。タンカーに忠義を尽くす。
タンカーが消えたことで迷っていたところをジェットファイアーによってG1世界に来ることになり「レッカーズ」を組織する。
ホワール
タンカーが80年代っぽく作った昔風ロボット。語尾は「ドル」。イギリス版レッカーズのメンバーの設定にされた。女の子が好きでタンカーを裏切る。
タンカーが消えたことで迷っていたところをジェットファイアーによってG1世界に来ることになり「レッカーズ」を組織する。
トップスピン

ツインツイスト

#### ヘッドマスター戦士
ブレインストーム / カーナ
出張版第9話では、ヘッドマスター・カーナがトランステクターにヘッドオンした姿という海外版の設定で登場。ラットルの夢の中で協力を求め、「ゲットオン」したラットルの力を受けて復活したメガザラックを倒した。
後に新しいボディに対応するために姿を変える。トランステクターはレジェンズ世界ではなくG1世界のG星雲89製。
クロームドーム
アクサロン商事営業担当。趣味はイラスト描きで、パートナードローンのモグルは実はテラクラッ社のスパイだが同人誌仲間。漫画家としてデビューした。アーシーのファン。
ハードヘッド
アクサロン商事社員。レジェンズ世界に順応しており、趣味はカラオケ。パートナードローンのタンケッテは女の子。
ハイブロウ
アクサロン商事研究員。勉強と研究が大好きで、自室からなかなか出て来ない。パートナードローンのカルゴは助手を務める。
フォートレスマキシマス / フォートレス
アクサロン商事専務。真面目だが最近平和ボケになりつつある。

#### ヘッドマスターJr.、ゴッドマスター
ゴーシューター

ミネルバ

キャブ

ジンライ / スーパージンライ / ゴッドジンライ

グランドマキシマス

#### ターゲットマスター
ブランカー、サーショット、クロスヘアーズ

ピースマン

スポイル

ポインテック

#### ファイヤーボット
リパッグ

ダブルクロス

グロテス

#### ヘッドマスターティーンズ
リオーネ

トライザー

シャフラー

#### パワードマスター
ダイアトラス

ソニックボンバー

ロードファイヤー

#### 時空パトロール
スキッズ
次元のバランスを監視している次元捜査官。実験で自身の発見したクォンタム粒子を高濃度に浴び、時空をあやつるミュータント戦士となっている。次元移動が可能で、平行世界の自分自身、スキッズ戦隊（『バイナルテック』、『ギャラクシーフォース』、『キュートランスフォーマー』のスキッズ、『ジェネレーションズ』のスクリーチ）を呼び出せる。
ザモジン人がSARAの力を奪おうとした際に初登場。SARAの力を放出させ、クラウド世界への巨大なディメンジョンゲートを作り出し、SARAとデッドロックをクラウド世界へ送り返した。
その後、他世界からの来訪者によって混乱状態にあるレジェンズ世界を正すため、来訪者たちを元の世界に送り返えそうと、再びレジェンズ世界を訪れる。部下を庇うメガトロンを一方的に倒すも、庇ったメガトロンやそれを守ろうとするレジェンズ世界の住民を見たことで自身が力に溺れていたことを自覚。次元封鎖を中止し、監視を続けることにした。
逃走したコンバットロンを捕まえるために、プロトタイプ部隊と共に三度レジェンズ世界を訪れ厳戒令を敷く。コンバットロンを捕まえることには成功するが、復活したブラックコンボイの攻撃に退却する。
ザモジン人とスコルポノックがレジェンズ世界を破壊しようと際には、次元パトロールを率いて救援に駆けつけている。
ネオブレイブマキシマス
ブレイブマキシマスのボディを地球のサイバトロンに譲ったことから、新たにベクターシグマより授かった時空パトロールの本部。レジェンズ世界がマジンザラックとザモジン人の同時攻撃を受けた際には、時空パトロールと共に救援に駆けつけ、ロボットモードに変形してザモジン人と戦った。その後、レジェンズ市民を乗せ、G1世界に脱出している。

##### デストロン
メガトロン（G1） / ガルバトロン

ナイトバードシャドウ

ショックウェーブ（レーザーウェーブ）

スカージ、スィープス

サウンドウェーブ / サウンドブラスター

ジャガー

コンドル

エイプフェイス

デビルZ

フライホイール
スコルポノックの配下だった兵士。レジェンズ世界ではスリで生計を立てている。
アストロトレイン

ダイナザウラー（ダイノザウラー） / フルチルト
スワーブ&テイルゲイトと戦っていたデストロンの巨大トランスフォーマー。
シャークトロン

キックバック

シックスショット / グレートショット

オクトーン

スタースクリーム（G1）

ブリッツウィング

クローントロン

ガルバトロンII

バイオレンスジャイガー

スモークスクリーン

ドレッドウィング

総統スクラッシュ

#### ヘッドマスター戦士
メガザラック / ブラックザラック / スコルポノック
ブレインストームと戦っていたヘッドマスター。
ウィアードウルフ

スカル

ワイプ

#### ヘッドマスターJr.、ゴッドマスター
キャンサー

ブルホーン

ワイルダー

クラウダー

オーバーロード / ギガ / メガ

#### ターゲットマスター
トリガーハーピー

ブロウパイプ

ミスファイヤー

エイムレス

スラッグスリンガー

キャリバースト

#### デストロンガー
『カーロボット』に登場した敵組織。本編の後日談として描かれ、ほとんどのキャラクターが再登場している。
ゲルシャーク
デストロンガーの副官でメタルビースト軍団の牙提督。ソリタリュウム鉱石の爆発によりレジェンズの世界に飛ばされる。意外といい人で、子供たちを悲しませたくないと、アトラクションショーで働くことになる。
ブラックコンボイ
コンバットロンの暗黒司令官。セイバートロン星の刑務所から脱獄し、そこでエネルゴンマトリクスを手に入れパワーアップした。（レジェンズ世界で催された）東京おもちゃショーでゲルシャークと再会しギガトロンを助けるためともに旅立った。再洗脳は解けているのかゲルシャークにはため口で話しギガトロンも呼び捨てにしていた。
コンバットロン

ダーク・アイ
ブラックコンボイによって生み出された作戦コンピューター。サイバトロンのオペレートプログラムであるアイに似た姿をしており、博多弁で話す。
ネオブレイブマキシマスを襲撃した際には、ハッキングして基地を乗っ取った。ブラックコンボイは万が一の時のためにダーク・アイに自分とコンバットロンのバックアップを残しており、ブラックコンボイが量産型ボディと合体したのを見計らい、プロトタイプを模した接続用スーツを装着してブラックコンボイに接続し、ブラックコンボイを元に戻した。
デビルギガトロン
デストロンガーの破壊大帝。ファイヤーコンボイの説得によって悪の心を捨て改心した。これを不服とし彼のスパークを奪い取らんと襲い掛かったブラックコンボイを「償い」として服役中に編み出した11番目の形態『デビルオーストリッチ（ダチョウ）』（玩具でも再現可能）のリフォーマット光線で元のサイバトロン戦士へと戻した。
エピローグではデビルハンドになり、ゴッドファイヤーコンボイと合体してデビルゴッドファイヤーコンボイ（こちらも玩具でも再現可能）になった。

#### ビースト戦士
ラットル

ライノックス

ワスピーター

レオプライム

ブルービッグコンボイ

#### 地球人
李蛸焼（リ・シャオシャオ）
愛称はシャオ。宇宙平和連合の任務で、G1世界からミュータント・ターゲットマスターを探しにやってきたエージェント。ネオあーきはーばらー署にて警官の職に就いた。
スー
メリッサ・フェアボーンの娘。
スパイク
宇宙平和連合の議長。
ダニエル
スパイクの息子。
スネーク
反トランスフォーマー秘密結社コンカレンスの司令官。スパイクに変装することで宇宙平和連合を牛耳り、ミュータントターゲットマスターを揃えることでプラズマエネルギー貯蔵庫を手に入れ、全機械生命体を破壊しようとしていた。

#### ザモジン人
ウインドブレード
ニジカの妹を名乗るトランスフォーマー。レジェンズ世界の住人に、これまでの出来事はザモジン人の実験の一環で生じたことだと明かす。
ユンカン

#### ビースト星の住民
ホワイトレオ
ビーストフォーマーを率いる戦士。
ホワイトルネ
ホワイトレオの妹。マスターブレスでターゲットマスター・ヘイワイアーに変身する。ブラー宅急便に入社する。
プラチナタイガー

ヘッジホッグ

タイガーバーン
レーザービーストのリーダー。宝玉を使い、リオーネと融合しヘッドマスターの体を手に入れた。
水の賢人、火の賢人、木の賢人
三賢人と呼ばれる伝説の人物。

#### その他
グランドスカージ

ユニクロンネオ / ダークノヴァ / ボーク / 星の巨人

#### マイクロン伝説世界の住民
『マイクロン伝説』に登場したデストロン戦士たち。他の部下であるサンドストーム、アイアンハイド、ショックウェーブ（彼らは続編の『スーパーリンク』にも登場し、後にそれぞれスノーストーム、アイアントレッド、ショックフリートに強化する）、元サイバトロン戦士であるランページは登場しない。
アルマダメガトロン
レジェンズ世界のマイクロンを求めてやって来た悪の破壊大帝。
アルマダスタースクリーム
アルマダメガトロンの部下でデストロンの航空参謀。記憶を失っており、行動を共にしている。
マイクロン（パートナーであるスパークグリッド）の力で青を基調とした色（スーパーモード）に変わる。後に、アルマダメガトロンの口からザモジンの力で実体化した幽霊であることが判明した。騒動の原因である彼を止めるために、ナル光線キャノンをフルパワーで放つが、アルファートリンに召喚されたアレクサ（ペンダントにヒビが入っているため、彼の死後の世界から来たものと考えられる）の言葉で、霊体として元の世界に戻る。
カースアルマダスラスト
ユナイトウォリアーズから引き続き登場。アルマダメガトロンの元部下でデストロンの軍師。ナイトビートやトリックダイヤと共謀してゴッドボンバーのパーツを強奪する。その後もダイナザウラー復活に関与したり、ブロードサイドの超巨大トランステクターを乗っ取るなどの悪事を働く。ブロードサイドと和解した後は、彼の計らいでエアーボット部隊へ（半ば強引に）入隊する。上司であるアルマダメガトロンに会うことは無かった。

#### アニメイテッド世界の住民
『アニメイテッド』に登場した戦士たち。
エリートガード
センチネル（センチネル・マグナス）
エリートガードの副官。後に本編第4シーズンで総司令官になる予定であった形態で登場。指名手配犯のスリップストリームを捕らえるように命じた。
セーフガード
エリートガードの超速戦士。ジェットファイアーとジェットストームの合体形態。
ブラー
エリートガードの特務調査員。
ディセプティコン
スリップストリーム
スタースクリームのクローンであるウーマンディセプティコンの航空兵。出張版第11話ではタイガトロンの夢の中に登場。
アニメイテッド世界では指名手配されており、安全に暮らすためにスィンドルの助言から平行世界に移動できる「異次元ジャイロローター」を取り付ける改造を受け、レジェンズ世界にやって来る。好き勝手に暴れるつもりだったが、アルファートリンの予見によって到着は待ち伏せ攻撃を受けてしまう。ボロボロになり当てもなく彷徨っていたところに、G1メガトロンにスカウトされ、テラクラッ社でOLとして働くことになる。
エピローグではアニメイテッド世界に戻り、復活したスタースクリーム、スィンドルと共にサイバトロン星の収監所から脱走する姿が描かれた。
スィンドル
ディセプティコンの武器商人。スリップストリームに平行世界に移動できる「異次元ジャイロローター」を取り付ける改造をする。
エピローグでも登場しスリップストリームと復活したスタースクリームと共にサイバトロン星の収監所から脱走した。

#### プライム世界の住民
『プライム』に登場したディセプティコンの戦士たち。エピローグで登場。
ゾンビウォーブレークダウン
ユナイトウォリアーズから引き続き登場。ディセプティコンの偵察兵でウォーブレークダウンが復活した姿。相棒であるメディックノックアウトと再会を果たし語り合っていた。
メディックノックアウト
ディセプティコンの軍医で闇医師。ユナイトウォリアーズでは足だけの状態で登場したが、全体が明かされ相棒であるウォーブレークダウンと再会を果たし語り合っていた。

#### クラウド世界の住民
デッドロック
ディメンジョンゲートを通じ、SARAを捕えるためにレジェンズ世界にやって来たディセプティコン戦士。
SARA（サラ）

#### ザ・リバース世界の住民
『別次元』からやって来たネビュロン人たち。「LGEX ヘッドマスターセット編」に登場。
アルカナ（ブレインストーム）、スタイラー（クロームドーム）、デュロス（ハードヘッド）
ザラクの野望を阻止するためにレジェンズ世界にやって来た、別次元のヘッドマスターたち。
一人のヘッドマスターがコクピットに入りボディを動かし、もう一人が頭となってそれをサポートするダブルヘッドマスター方式でスコーピオンと対決する。スコーピオンをレジェンズ世界から追い出した後は、元の世界のサイバトロンと合流するためにレジェンズ世界を後にした。
ザラク
元の世界のデストロンとはぐれたため、メンタルパワーの多いレジェンズ世界で再び支配者になるためやってきた。手を組んだフライホイールからは別次元のメガザラックと紹介されている。
ショックピングセンターからサソリ型の巨大マシーンに変形するスコーピオンを操り街を蹂躙したが、ヘッドマスターたちの一斉射撃によってレジェンズ世界から追い出された。

#### その他
オプティマスプライム
『トランスフォーマーアドベンチャー』のオプティマスプライム。ラットルの夢の中に他のオートボットであるチーム・バンブルビー（バンブルビー、ストロングアーム、サイドスワイプ、グリムロック、フィクシット）と共に登場。
アーシー
『キュートランスフォーマー』のアーシー。LGEXビーストウォーズ編のあらすじ紹介を担当した。

### 用語
レジェンズ世界
コミックの中心となる世界。トランスフォーマーのアニメが放送され、玩具が発売されている。他の世界のトランスフォーマーたちにも「伝説」としてその存在は知られており、来訪者も数多い。
その正体は『戦え!超ロボット生命体 トランスフォーマー2010』第27話「テレパシー惑星を救え」に登場したザモジン人の強力なテレパシーパワーによる実験として造られた夢の世界である。他の世界の出来事がアニメとして作られているのは、レジェンズ世界のクリエーターたちが知らないうちに外の世界の戦いを受信して物語を作っているのだろうとハイブロウは推察している。
ビースト市民
人間と共にレジェンズ世界で暮らす種族。呼称にかかわらずビーストウォーズ以外からのキャラクターも多い。
ロボットモード
ビースト市民にのみ備わっている能力で、原典のロボットモードをコミカルにデフォルメした姿に変わる。別名「大人の本気モード」。
トランスフォーマー病（TF病）
ある日突然トランスフォーマーに変身してしまう病気。トランスフォーマーファンやその近隣の人が主な発症者だが、コンボイのように全く無関係な例もある。
アクサロン商事
コンボイが社長を務める会社。具体的な業務内容は不明。女性社員は一人もいないが、男性用と並んで男の娘向けのトイレが用意されている。後に2020年代のG1世界から来訪したサイバトロンヘッドマスターたちの技術を吸収し、「サイバトロンアクサロン商事」と社名を改める。
テラクラッ社
アクサロン商事のライバルである輸入会社。ビーストメガトロンが社長を務めていたが、後にG1メガトロンが会長として就任する。
あーきはーばらー
主な舞台になる街。ダイナザウラー事件の後は復興して「ネオあーきはーばらー」へと改名した。
マイクロン

ヘッドマスター

ブラックホール現象
ヘッドマスターでないキャラクターがそうなってしまった原因で、首から下が徐々に小さくなって消滅してしまう。
マスターブレス

ミュータント・ターゲットマスター

## e-Hobby版コミック
商品説明書掲載のコミックとは別に、e-Hobby限定商品同梱のコミックで展開されているシリーズ。
「デッドロック」付属コミックは『トランスフォーマークラウド』のスピンオフとなっている。漫画は若林まこと。
「コンボバット」「マグナコンボイ」付属コミックでは、連続した独自の世界観のストーリーが展開されており、本項ではこちらについて述べる。また、関連性が強いことから、タカラトミーモル限定商品ではあるが、「ブルービッグコンボイ」の前日譚コミックについても述べる。漫画は佐々木心、カラーリングは安國一将。

### 登場人物（e-Hobby版）

#### ブルー・オーダー / プライマスヴァンガード
コンボバット
ストラクサスによる有機生命体の特性を取り込んだ次世代のトランスフォーマーを作る実験によって、マトリクスソードに残っていたブルービッグコンボイのスパークから生み出されたハイブリッドクローン戦士。無音状態で飛行・ホバリングが可能で、その特性を生かした暗殺用ロボットとして育てられた。C-6と呼ばれていたが、暗殺技術に習熟したことからストラクサスよりコンボバットの名を授かる。同じ実験体としての境遇からかメガリゲーターを唯一の親友だと思っており、彼と共に自身の役割に反逆し、脱走を企てた。
エイプXアームズ
コンボバットの弱点である火力を補うために開発されたパートナードローン。
マグナコンボイ
元は意思の無い戦闘支援ロボットとして作り出され、過去の戦闘で大破し打ち捨てられていたがブルービッグコンボイの最後の力で命を得た。青き金属ナイトニウムで身を包んでおり、リーダーの面影を残している。
ブルービッグコンボイ
プライマスヴァンガードの先代司令官。利き腕である左腕は義手。ストラクサスの裏切りにより命を落としている。
ストラクサスに敗北したマグナコンボイをマトリクスソードに残された力で救い、コンボバットに会い、導くことを最後の命令（ブルー・オーダー）として下す。

#### ストラクサス軍団
ストラクサス
ダークマウントの主で、プライマスヴァンガードを裏切った元技術長官。
もう一人のストラクサス
球体状のカプセルに入った頭部のみのストラクサス。もう一方のストラクサスとは考えが異なる。
ストラクサスは一つのスパークから生まれた双子であり、片方が死んでももう一方が生きている限り死ぬことはない。この事実を知る者はダークマウントでもごく一部の者のみである。
ブルーティカス
ストラクサスによってクローン3体を合成して生み出されたトランスフォーマー。
コンボバットとメガリゲーターへの刺客として送り込まれたが、2人の連携攻撃の前に敗れ、自爆する。
ローラーマスター
ストラクサスの予備ボディとして生み出された存在。不具合から知能が低下したため、失敗作として奴隷のように扱われている。
テラダイブ、ヘイルストーム、レッカーフック、エアハンター、ウィングスタン、タンクマスター
ストラクサスの部下。コンボバットはエアハンターから剣技、ウイングスタンからは飛行技術を教わった。

#### その他（e-Hobby版）
メガリゲーター
ストラクサスに作られたクローントランスフォーマー。ストラクサスやその部下からはD-6と呼ばれている。
サウンドウェーブ
マグナコンボイのダークマウント襲撃に協力し、脱走するコンボバットに攻撃した後、メガリゲーターと共にいずこかへ消え去った謎の人物。ブラジオンの傍らにも控えていた。
ブラジオン
『ザ・ワン』より分かれた7つの光を受け継いだ戦士たちを監視している謎の人物。

### 用語（e-Hobby版）
ダークマウント

プライマスヴァンガード

象牙の塔

マトリクスソード

αマトリクス

スペクター